# HD 172555
HD 172555 är en ensam stjärna belägen i den mellersta delen av stjärnbilden Påfågeln.  Den har en skenbar magnitud av ca 4,78 och är svagt synlig för blotta ögat där ljusföroreningar ej förekommer. Baserat på parallaxmätning inom Hipparcosuppdraget på ca 35,0 mas, beräknas den befinna sig på ett avstånd på ca 95 ljusår (ca 29 parsek) från solen. Den rör sig bort från solen med en heliocentrisk radialhastighet på ca 2 km/s.

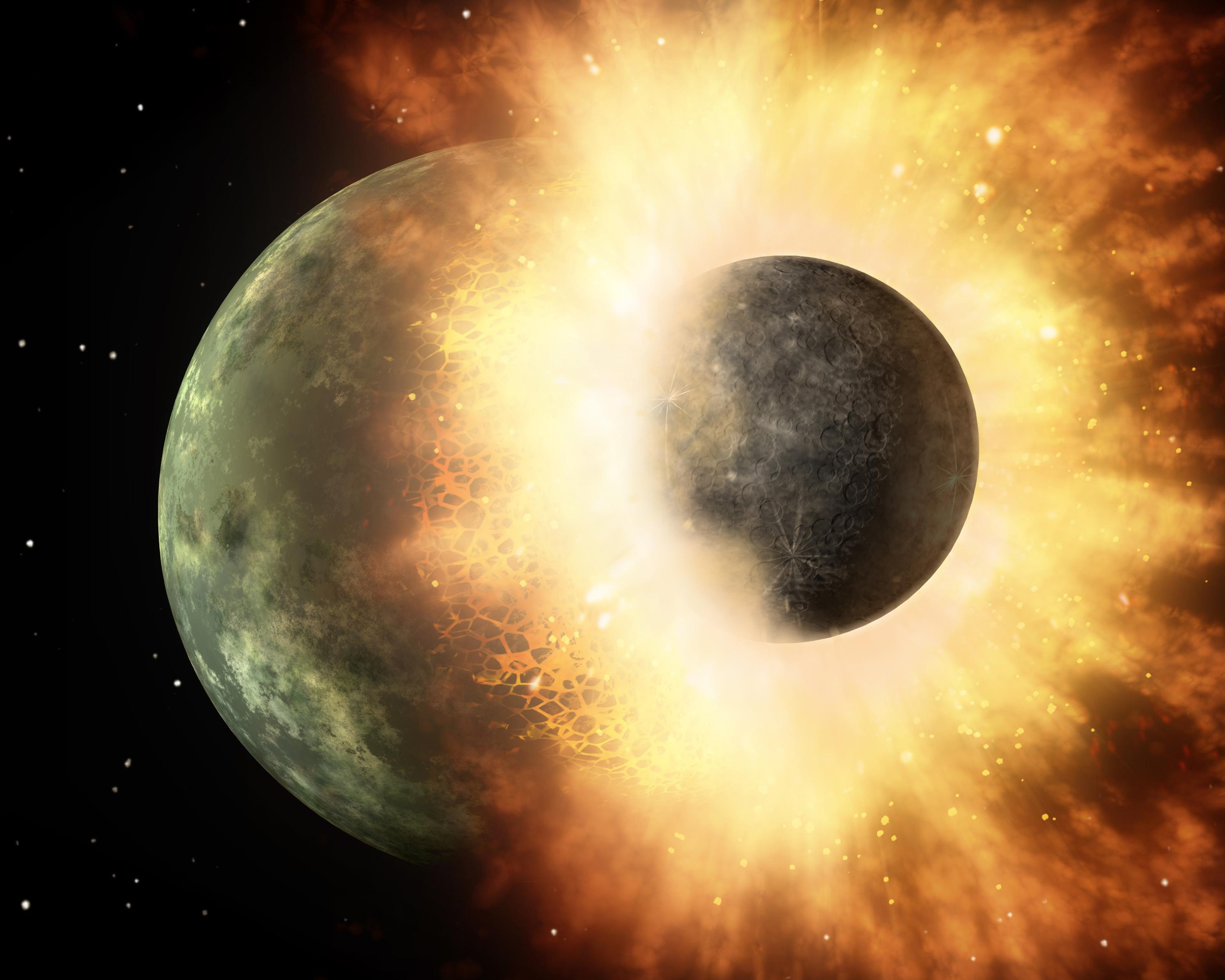
En konstnärs föreställning om ett objekt som är ungefär lika stor som månen som slår in i ett objekt som är lika stort som Merkurius. När kropparna träffar varandra i hastigheter som överstiger 10 km per sekund (cirka 22 400 km / h) avges en enorm ljusblixt och deras steniga ytor förångas och smälter och sprutar heta ämnen överallt.

Spektrografiska bevis tyder på en relativt nyligen inträffad kollision mellan två objekt av planetstorlek, som förstörde den mindre av de två, som åtminstone hade varit lika stor som jordens måne, och skadade den större, som upptäcktes med hjälp av NASA:s Spitzer Space Telescope.

## Egenskaper
HD 172555 är en vit till blå stjärna i huvudserien av spektralklass A5 IV/V. Den har en massa som är ca 2 solmassor, en radie som är ca 1,6 solradier och har ca 9,5 gånger solens utstrålning av energi från dess fotosfär vid en effektiv temperatur av ca 8 000 K.
Jämförelse med nuvarande planetformationsteorier och med det mycket liknande Beta Pictoris-systemet tyder på att HD 172555 befinner sig i de tidiga stadierna av terrestrisk (stenig) planetbildning. Men det som gör HD 172555 speciell är närvaron av en stor mängd ovanligt kiselhaltigt material - amorf kiseldioxid och SiO-gas - inte de vanliga steniga materialen, silikater som olivin och pyroxen, som också utgör mycket av jorden. Huvuddelen av observerat stoft består av mycket fina korn med en diameter på 1-4 mikrometer.